# Tridynamia spectabilis
Tridynamia spectabilis är en vindeväxtart som först beskrevs av Wilhelm Sulpiz Kurz, och fick sitt nu gällande namn av P.J. Parmar. Tridynamia spectabilis ingår i släktet Tridynamia och familjen vindeväxter. Inga underarter finns listade i Catalogue of Life.